# Beurey-sur-Saulx
Beurey-sur-Saulx – miejscowość i gmina we Francji, w regionie Grand Est, w departamencie Moza.
Według danych na rok 1990 gminę zamieszkiwało 525 osób, a gęstość zaludnienia wynosiła 45 osób/km² (wśród 2335 gmin Lotaryngii Beurey-sur-Saulx plasuje się na 574. miejscu pod względem liczby ludności, natomiast pod względem powierzchni na miejscu 495.).